# Le Secret de Rosette Lambert
Le Secret de Rosette Lambert és una pel·lícula francesa muda dirigida per Raymond Bernard, estrenada el 26 de novembre de 1920.

## Argument
Rosette és convençuda d'haver matat un empressari, soci del seu marit Lambert, que va intentar abusar d'ella. Quan el seu marit, per tal de salvar-la, és a punt d'autoinculpar-se, un dels seus amics descobreix al veritable assassí, un còmplice de l'empresari assassinat.

## Repartiment
- Lois Meredith : Rosette Lambert
- Henri Debain : James Janvier
- Sylvia Grey : Claire
- Camille Bert : Branchu
- Charles Dullin : Bertrand
- Paul Amiot : Lambert
- Gilbert Dalleu